# Террівілл (Коннектикут)
Террівілл (англ. Terryville) — переписна місцевість (CDP) в США, в окрузі Лічфілд штату Коннектикут. Населення — 5202 особи (2020).

## Географія
Террівілл розташований за координатами 41°40′40″ пн. ш. 73°0′29″ зх. д. / 41.67778° пн. ш. 73.00806° зх. д. (41.677838, -73.007933).  За даними Бюро перепису населення США в 2010 році переписна місцевість мала площу 7,22 км², з яких 7,15 км² — суходіл та 0,07 км² — водойми.

## Демографія
Згідно з переписом 2010 року, у переписній місцевості мешкало 5387 осіб у 2222 домогосподарствах у складі 1426 родин. Густота населення становила 746 осіб/км².  Було 2406 помешкань (333/км²).
Расовий склад населення:
| - 95,1 % — білих - 1,1 % — азіатів - 0,9 % — чорних або афроамериканців - 0,3 % — корінних американців |

До двох чи більше рас належало 1,8 %. Частка іспаномовних становила 3,4 % від усіх жителів.
За віковим діапазоном населення розподілялося таким чином: 21,8 % — особи молодші 18 років, 65,6 % — особи у віці 18—64 років, 12,6 % — особи у віці 65 років та старші. Медіана віку мешканця становила 40,6 року. На 100 осіб жіночої статі у переписній місцевості припадало 95,3 чоловіків;  на 100 жінок у віці від 18 років та старших — 92,6 чоловіків також старших 18 років.
Середній дохід на одне домашнє господарство  становив 72 118 доларів США (медіана — 62 469), а середній дохід на одну сім'ю — 90 847 доларів (медіана — 81 750). Медіана доходів становила 53 365 доларів для чоловіків та 44 493 долари для жінок. За межею бідності перебувало 8,3 % осіб, у тому числі 5,7 % дітей у віці до 18 років та 6,6 % осіб у віці 65 років та старших.
Цивільне працевлаштоване населення становило 2827 осіб. Основні галузі зайнятості: освіта, охорона здоров'я та соціальна допомога — 20,0 %, виробництво — 14,2 %, роздрібна торгівля — 12,8 %.